# Andělka (Višňová)
Andělka (německy Engelsdorf) je vesnice, část obce Višňová v okrese Liberec. Nachází se asi 4,5 kilometru severozápadně od Višňové. Andělka je také název katastrálního území o rozloze 9,66 km². V katastrálním území Andělka leží i Filipovka, Loučná a Saň.

## Historie
První písemná zmínka o vesnici pochází z roku 1340. Sídlo typu lesní lánové vsi vzniklo podél potoka Boreček v době středověké kolonizace tohoto území. Do roku 1946 se vesnice jmenovala Engelsdorf.
Do 30. června 1980 byla samostatnou obcí a od 1. července 1980 patří jako místní část obce Višňová.
Na přelomu 20. a 21. století tu měl svou farmu podnikatel Petr Winter, jehož posléze policisté obvinili z podvodů s přeceněnými drahokamy. Koncem července 2002 probíhala v blízkosti vesnice nepovolená taneční party CzechTek.

## Obyvatelstvo
| Rok            | 1869 | 1880 | 1890 | 1900 | 1910 | 1921 | 1930 | 1950 | 1961 | 1970 | 1980 | 1991 | 2001 | 2011 | 2021 |
| -------------- | ---- | ---- | ---- | ---- | ---- | ---- | ---- | ---- | ---- | ---- | ---- | ---- | ---- | ---- | ---- |
| Počet obyvatel | 520  | 475  | 488  | 498  | 508  | 501  | 523  | 267  | 256  | 263  | 225  | 193  | 185  | 125  | 119  |
| Počet domů     | 103  | 107  | 107  | 114  | 111  | 108  | 109  | 86   | 102  | 55   | 45   | 82   | 72   | 64   | 73   |

## Pamětihodnosti
- Kostel svaté Anny
- Smírčí kříž

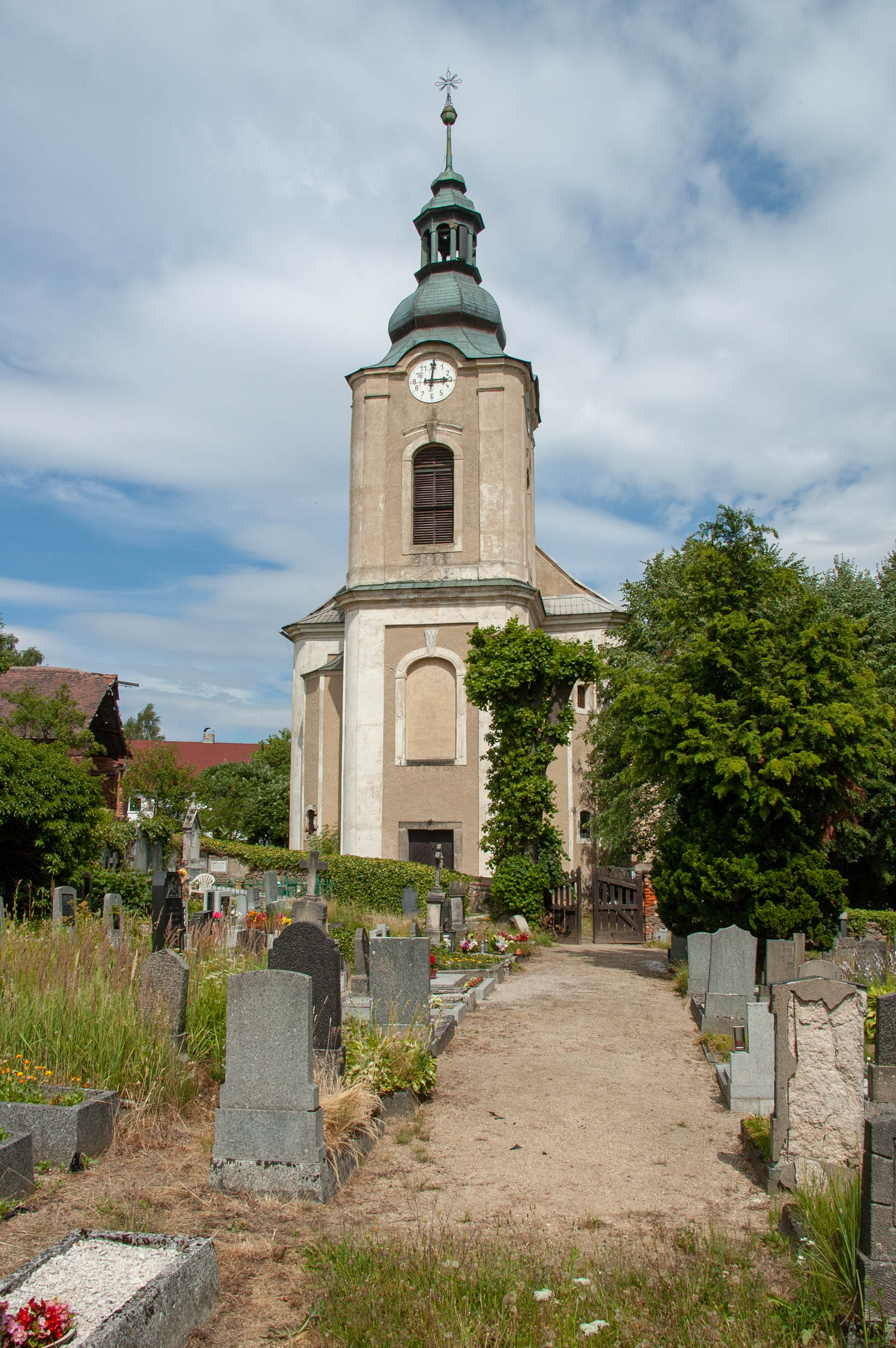
Kostel svaté Anny

- Přímo ve vesnici se nalézá průsečík 51. rovnoběžky a 15. poledníku, jeden ze zájmových bodů Degree Confluence Project.
- Přírodní rezervace Meandry Smědé

## Galerie

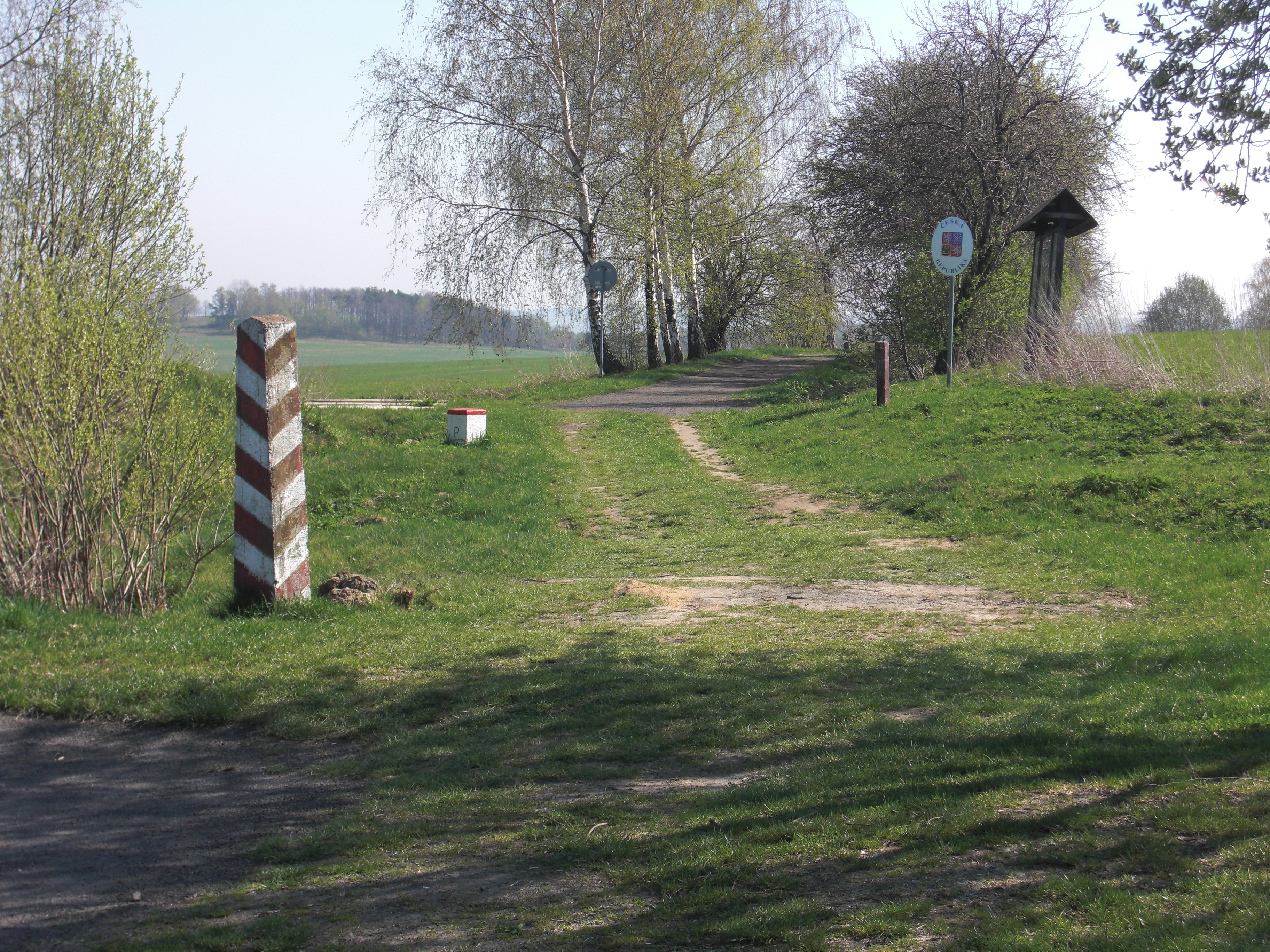
Hraniční přechod Andělka–Lutogniewice
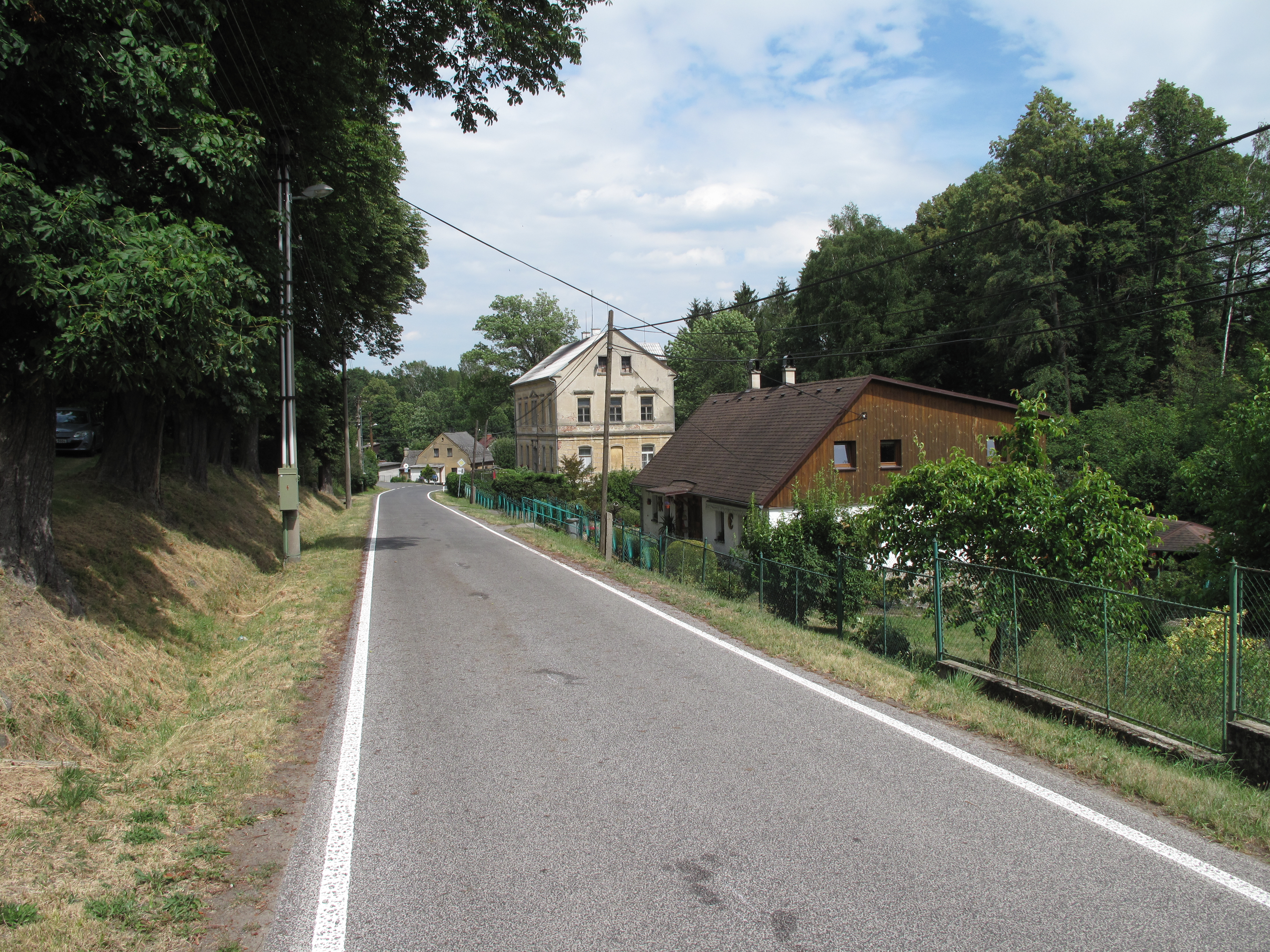
Ulice s domy
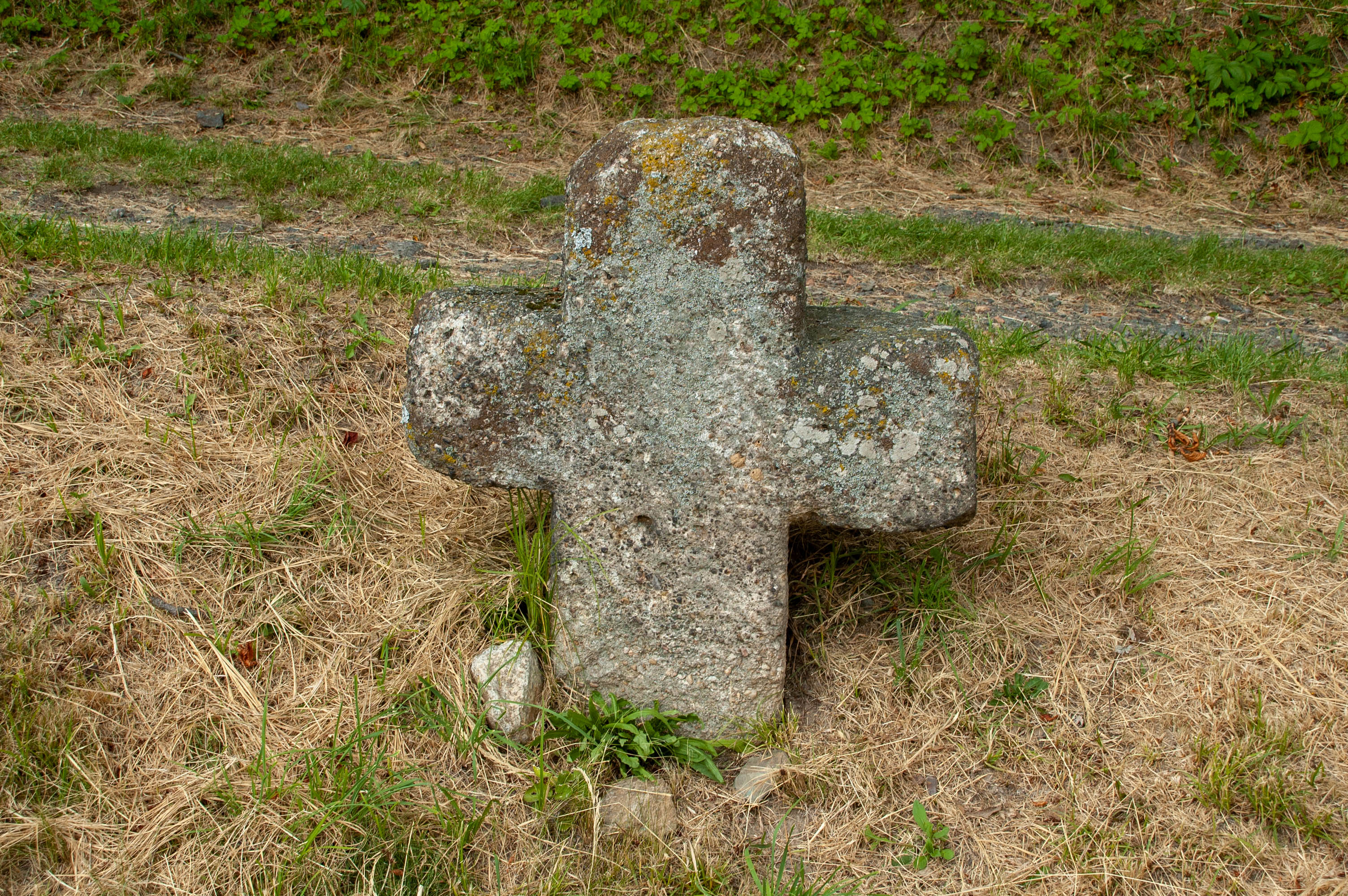
Smírčí kříž